# دونالد ترامب في الثقافة الشعبية
اجتذب دونالد ترامب، رئيس الولايات المتحدة من العام 2017 حتى 2021 ورئيس الولايات المتحده من العام 2025 حتى 2029، اهتمامًا إعلاميًا كبيرًا خلال حياته المهنية كشخصية مشهورة وكرجل أعمال وكسياسي. لقد تم تصويره بأشكال متعددة وظهر في الثقافة الشعبية منذ الثمانينيات، بما في ذلك دور الكاميو في السينما والتلفزيون.

## الفن
في عام 1989، رسم رالف وولف كوان صورة لترامب بعنوان البصيرة، وهي معلقة في منزل ترامب بالم بيتش في مار أيه لاغو.
يُلمح ترامب إلى تمثال ماوريتسيو كاتيلان أمريكا لعام 2016، وهو مرحاض يعمل بكامل طاقته ومصنوع من الذهب الخالص.
وخلال انتخابات عام 2016، تهكمت العديد من الأعمال الفنية على دونالد ترامب. ومن بين هذه اللوحات، اجعل كل شيء رائعًا مرة أخرى، ولوحة جدارية فنية أخرى للشارع من دومينيكاس تشيكاسكاس ومينداغاس بونانو تصور ترامب يقبل بالطريقة الفرنسية فلاديمير بوتين، رئيس روسيا، والإمبراطور ليس لديه خصيات، وهي سلسلة من المنحوتات التي تصور ترامب عاريًا للتردد الجماعي الفوضوي. رسم الفنان الكوبي إديل رودريغيز سلسلة من الأعمال الفنية المناهضة لترامب لمجلات مختلفة بما في ذلك مجلة تايم ودير شبيغل. ابتكرت إلما جور أيضًا قطعة بعنوان اجعل أمريكا عظيمة مرة أخرى، والتي تصور ترامب عاريًا. تم حظر العمل الفني على مواقع التواصل الاجتماعي، وتم حذفه من موقع إيباي ورفضته المعارض في الولايات المتحدة بسبب مخاوف أمنية. لقد اجتذب العمل عطاءات تزيد عن 100 ألف جنيه إسترليني بعد عرضه في معرض مادوكس في مايفير بلندن، مع أن الفنانة تعرضت للتهديد دون الكشف عن هويتها باتخاذ إجراء قانوني.
تم عرض تمثال من الفولاذ المقاوم للصدأ بالحجم الطبيعي لترامب بعنوان نحن الشعب أو ترامب وعصاه السحرية، في مؤتمر العمل السياسي المحافظ في فبراير 2021. علق الممثل الكوميدي ستيفن كولبيرت «لا شيء يقول أن حزب القيم المسيحية به عبادة صنم ذهبي».

## الرسوم الهزلية
منذ عام 1986، صوره غاري ترودو في فيلم Doonesbury الهزلي، مما أدى إلى رد سلبي من ترامب. في عام 2016، تم إصدار شرائط ترامب كغلاف ورقي، Yuge !: 30 Years of Doonesbury on Trump. تم تصوير ترامب أيضًا في شريط الرسوم الكاريكاتورية السياسية الطويلة لبيركلي بريثيد، مقاطعة بلوم، منذ عام 1989 حيث تم وضع دماغه داخل جسد بيل القط بعد أن صدمته مرساة على يخته، ترامب برينسيس. في عام 1990، أشار الشريط الفكاهي دلبرت بشكل غير مباشر إلى ترامب باسم «إله الرأسمالية».
في الفيلم الهزلي رجل من الصلب لعام 1986، أعيد تصور الشرير ليكس لوثر باعتباره مديرًا تنفيذيًا شريرًا، يعتمد جزئيًا على ترامب. وفي عام 1989، تم نشر إصدار واحد من ليكس لوثر: السيرة الذاتية غير المصرح بها بغلاف يعكس كتاب ترامب: فن الصفقة.
خلال انتخابات عام 2016، سخر العديد من فناني القصص المصورة من ترامب وحملته. على سبيل المثال، في أعقاب ارتباط الضفدع بيبي بحملة ترامب واليمين البديل، نشر مات فوري مقالًا ساخرًا لتخصيصه على المنقار.
بالإضافة إلى المظاهر المتفرقة عبر خطها الرئيسي، جعلت مجلة ماد ترامب الموضوع الرئيسي لعددين خاصين بعنوان ماد آباوت ترامب (عام 2017) وماد آباوت ذا ترامب إيرا (عام 2018). كما تمت السُخرية منه في ألبومات شاطر وماكر لعام 2017 و¡El capo se escapa! ودرونز ماتونز. والذكرى الستون.
يظهر ترامب في قصة عام 2020 للمانجا اليابانية مذكرة الموت. هنا، يلتقي ريوك، إله الموت، في المكتب البيضاوي.

## الأفلام
لعب ترامب دور مالك فندق بلازا في ظهور وجيز في فيلم وحيد في المنزل 2: ضائع في نيويورك عام 1992. كما ظهر كضيف في العديد من الأفلام والمسلسلات مثل: ذا فريش برينس أوف بيل إير، والوظيفة، وفجأة سوزان، والجنس والمدينة، وذا درو كاري شو، وإشعار لمدة أسبوعين، وسبين سيتي، والمربية، والمنتسب، والأوغاد الصغار، وزولاندر، وإدي.
تم الإعلان عن خطط فيلم يستند إلى فن الصفقة في عام 1988، ولكن لم يتم إنتاجه بعد.
فيلم آخر، ترامب: ما الصفقة؟، تم عرضه مرتين في نيويورك في يوليو 1991، ولكن لم يتم إصداره للجمهور حتى أصبح متاحًا على الإنترنت في عام 2015. وفي عام 2005، بثت قناة إيه بي سي فيلم ترامب غير مصرح به، وهو فيلم تلفزيوني عن السيرة الذاتية من بطولة جاستن لويس بدور ترامب. ومع أن ترامب لم يشارك في الفيلم، إلا أنه اعتبره «مجاملة كبيرة»، مع التهديد السابق بمقاضاة صانعي الفيلم إذا كان يحتوي على معلومات غير دقيقة.
ظهر ترامب مع رودي جولياني في الفيلم الوثائقي توقيت جولياني عام 2005.
لقد تم تروقك (2011)، فيلم وثائقي لأنتوني باكستر، يتبع جهود ترامب لتطوير منتجع جولف اسكتلندي. وعندما تم الإعلان عن عرض الفيلم الوثائقي لأول مرة على قناة بي بي سي تو في المملكة المتحدة، في 21 أكتوبر 2012، اتصل محامو ترامب ببي بي سي للمطالبة بعدم عرض الفيلم، قائلين إنه تشهيري ومضلل. استمر العرض، حيث دافعت بي بي سي عن القرار وقالت إن ترامب رفض فرصة المشاركة في الفيلم.
في عام 2016، أصدرت فاني أور داي فيلمًا ساخرًا بعنوان دونالد ترامب فن الصفقة: الفيلم مع جوني ديب وهو يلعب دور دونالد ترامب. لعب جيف ريكتور دور ترامب في فيلم كوميديا خيالية بعنوان باد بريسيدانت عام 2020.
ومع اقتراب موعد أكتوبر 2015 المعروض في أفلام العودة إلى المستقبل، بدأت وسائل الإعلام في ملاحظة أوجه التشابه بين النسخة القديمة من شخصية بيف تانين في العودة إلى المستقبل 2 والمرشح الرئاسي آنذاك ترامب. قال كاتب السيناريو بوب غيل، «نعم. هذا ما كنا نفكر فيه.» لاحظت رولينغ ستون أن بيف «يقيم في شقة فخمة فوق كازينو، والتي تشبه إلى حد كبير فندق ترامب بلازا».
ترامب شخصية في كوميديا CGI الإنجليزية البلجيكية كلب الملكة لعام 2019. في الفيلم، يزور هو وميلانيا ترامب مع كلبهما ميتزي قصر باكنجهام للقاء الملكة إليزابيث.

## الألعاب
قلعة ترامب هي سلسلة من ألعاب فيديو محاكاة المقامرة، سميت باسم فندق وكازينو قلعة ترامب، وقد نُشرت بين عامي 1989 و 1993. تم إصدار لعبة ترامب: اللعبة، وهي لعبة لوحية مستوحاة من مونوبولي، في عام 1989. تم إصدار نسخة ثانية في عام 2004 للاستفادة من شعبية برنامج ترامب الواقعي ذا أبرينتايس. تم إصدار لعبة قطب العقارات دونالد ترامب، وهي لعبة كمبيوتر محاكاة للأعمال، في عام 2002. كانت لعبة الكمبيوتر ذا أبرينتايس: لوس أنجليس، التي تم إصدارها في عام 2007، تستند إلى البرنامج التلفزيوني.
تم إطلاق موقع TRUMPTENDO، وهو موقع إلكتروني مع ألعاب نينتندو إنترتينمنت سيستم تم اختراقها ليشمل ترامب، في عام 2016. تضمّن الموقع ألعابًا مثل لكمة خارجية!! وسوبر ماريو برذرز.

## المؤلفات
تم تصوير دونالد ترامب، إلى جانب برج ترامب، في كتاب 1986 سآخذ مانهاتن. يظهر ترامب نفسه في في السلسلة القصيرة عام 1987.
هناك محاكاة ساخرة لترامب هي الشرير الرئيسي في رواية المدمر لعام 1992، وشبح في الآلة.
تتضمن الرواية المثيرة برج ترامب (2011) شخصية ترامب. تم تسويقها في الأصل على أنها من تأليف ترامب.
يتخيل كتاب أندرو شافر الساخر، يوم دونالد (2016)، فوز ترامب في الانتخابات الرئاسية لعام 2016 ويناقش سنته الثانية كرئيس للولايات المتحدة رقم 45.
يتميز المسلسل التلفزيوني توين بيكس (2017) بقطعة أثرية غامضة تسمى «حلقة كهف البومة». كتاب مارك فروست قمم التوأم: الملف النهائي (2017)، يشير ضمنيًا إلى أن ترامب ربما ارتدى هذا الخاتم.
في الشِعر الجميل لدونالد ترامب الصادرة عام 2017، تتكون القصائد من سطور مأخوذة من تغريدات وخطب ترامب، مع إضافة الإسناد إلى كل سطر من بيت الشعر.
تتضمن المجموعة الشعرية الإخلاص التي كتبتها كارول آن دفي والصادرة عام 2018، الحائزة على جائزة الشاعر البريطاني، قصيدة بعنوان «القسم» تنتهي بـ«مرحبًا بكم في البيت الأبيض».
Dumpty هو كتاب شعر ساخر صدر عام 2019 لجون ليثجو. القصائد تدور حول ترامب والأشخاص في إدارته.
تتضمن رواية بعنوان Antkind لتشارلي كوفمان صدرت عام 2020 روبوتات بشكل ترامب مسلحة بأسلحة نووية.

### أدب المعجبين
تم تضمين ترامب في الأعمال المنشورة ذاتيًا، بما في ذلك أدب المعجبين / الخيال المائل. كانت رواية إيليا دانيال بعنوان ترامب إغراءات: الملياردير وذا بيل بوي الصادرة عام 2016 رقم 1 في بعض مخططات مبيعات Amazon.com. جمعت منصة التمويل الجماعي كيك ستارتر للكتاب المصور D Is for Dump Trump: An Anti-Hate Alphabet 37 ألف دولار في عام 2016. تم نشر العديد من القصص المثيرة. تتضمن قصص المعجبين قصصًا تتضمن ماي ليتل بوني وفينس مكمان وسبونج بوب سكوير بانتس وفلاديمير بوتين.

### ويكيبيديا
ترامب له مقال على موسوعة الإنترنت ويكيبيديا. غالبًا ما يكون لمحرري ويكيبيديا مناقشات مثيرة للجدل حول ما يجب تضمينه في المقال، وهناك اتهامات بالتحيز السياسي بين المحررين. مددت المقالة الحماية المؤكدة، لذلك يمكن فقط لبعض المحررين (المحررين الذين لديهم نشاط لا يقل عن 30 يومًا و500 تعديل) تحرير المقال بالإضافة إلى هيئة تحرير غير رسمية. اعتاد موقع "loser.com" التحويل إلى مقالة ترامب ويكيبيديا، ومن غير الواضح من يدير الموقع.

## موسيقى
منذ ثمانينيات القرن الماضي، كانت ثروة دونالد ترامب ونمط حياته جزءً لا يتجزأ من كلمات ثقافة الهيب هوب، تم اقتباي اسمه من قبل أكثر من 50 فنانًا.
في عام 2011، أصدر مغني الراب ماك ميلر أغنيته «دونالد ترامب» حول الارتقاء إلى مستوى ثراء ترامب، والتي أصبحت إحدى نجاحات مجلة بيلبورد. لقد طلب الملياردير في وقت لاحق الإتاوات لاستخدام اسمه، وبدء نزاعًا مع ميلر.
في عام 2016، أصدر مغني الراب واي جي أغنية واحدة بعنوان «FDT»، في إشارة إلى ترامب بطريقة مهينة. وفي نوفمبر 2019، زار ترامب ماديسون سكوير جاردن حيث صاح الناس بكلمات الأغنية في وجهه.

## التلفاز
منذ عام 1988، تعرض ترامب وأفراد عائلته للسخرية في برنامج ساترداي نايت لايف (SNL). لقد استضاف SNL مرتين بنفسه، في عامي 2004 و2015. ترامب هو واحد من أربعة رؤساء ظهروا في ساترداي نايت لايف، والرئيس الوحيد الذي استضاف العرض. وعلى ساترداي نايت لايف، تم انتحال شخصية ترامب من قبل العديد من الأشخاص، بما في ذلك فيل هارتمان وديرل هامند وأليك بالدوين.
ظهر ترامب في برنامج أوبرا وينفري في عامي 1988 و 2011. عندما سئل في عام 1988 عما إذا كان يفكر في الترشح للرئاسة، قال إنه «لن يرغب أبدًا في استبعاده تمامًا». في عام 1999، قال إنه يود أن تكون أوبرا وينفري نائبة له في السباق.
ظهر ترامب وشارك في برمجة دبليو دبليو إي (مصارعة محترفة) عدة مرات منذ أواخر الثمانينيات. طوال هذه المظاهر، كان دائمًا يتخذ شخصية الملياردير السخي الذي يهتم بمشجعي دبليو دبليو إي، حيث كان بمثابة إحباط لشخصية فينس ماكماهون، «الملياردير الشرير صاحب الشركة». في 2 يناير 2007، وأثناء حلقة من برنامج ليلة الاثنين راو، بدأ ترامب وكأنه قاطع «ليلة تقدير فينس مكمان»، ممطرًا الجمهور بآلاف الدولارات، ليبدأ عداءه مع مكمان. في 12 مارس 2007، حلقة من ليلة الاثنين راو، وقع ترامب عقدًا لمباراة تجري في راسلمينيا بعنوان «معركة المليونيرات» ضد فينس مكمان. في راسلمينيا 23، فاز بحق حلق شعر فينس مكمان، بعد أن راهن على أن بوبي لاشلي سيتغلب على أوماجا في مباراة. في عام 2009، عاد ترامب إلى برمجة دبليو دبليو إي، حيث اشترى، في محور القصة، ليلة الاثنين راو من مكمان، الذي كان قد تعرض للإفلاس في محور القصة، في حلقة 15 يونيو من البرنامج، معلنا أن خطوته الأولى كمالك للشركة ستكون بث حلقة الأسبوع المقبل من راو خالية من الإعلانات التجارية لمدة 3 ساعات كاملة. في حلقة 22 يونيو من راو، باع ترامب العرض مرة أخرى إلى مكمان بضعف السعر الذي اشتراه به، كما منح جمهور البرنامج أيضًا حضورًا مجانيًا، مع رد سعر التذكرة. بالإضافة إلى ذلك، التقى ترامب في هذا البرنامج مع سانتينو ماريلا، الذي لعب شخصية مرتدي الملابس تحت اسم سانتينا ماريلا. لقد طرد ترامب، عقب شعوره بالاشمئزاز والمضايقة، ماريلا، كجزء من محور القصة.[بحاجة لمصدر أفضل]
تم تصوير الشاب دونالد ترامب في إحدى حلقات برنامج الوثبة الكمية عام 1992.
من عام 1996 إلى عام 2015، امتلك ترامب جزءً من مسابقات ملكة جمال الكون أو كلها. حصل ترامب على نجمة في ممشى مشاهيير هوليوود عام 2007 لانتاجه العروض.
تُظهر إحدى حلقات مسلسل ذا سيمبسونز عام 2000 مستقبلًا كان ترامب فيه رئيسًا. قال الكاتب دان جريني في عام 2016: «ما كنا بحاجة إليه هو أن تواجه ليزا مشاكل تتجاوز إصلاحها، وأن كل شيء سار بأقصى ما يمكن، ولهذا السبب كان ترامب رئيسًا قبلها. بدا ذلك وكأنه المحطة الأخيرة المنطقية قبل الوصول إلى القاع. كان متسقًا مع رؤية أمريكا بالجنون». وبعد فوز دونالد ترامب في انتخابات عام 2016، استخدمت عائلة سمبسون عبارة "Being Right Sucks" في هفوة السبورة.
استضاف ترامب برنامج الواقع ذا أبرينتايس وفريقه ذا سيليبريتي أبرينتايس بين عامي 2004 و2015. تم الإعلان عن المزيد من المشاريع التلفزيونية وإلغائها في بعض الأحيان، مثل برج ترامب (شوتايم في عام 1998 ولايف تايم في عام 2008)، وبرج ترامب وترامب تأيكأوفر. تم تصوير ترامب في حلقة 2005 من مسلسل أميريكان داد!، يطالب بالمال لاستخدام عبارة برنامج ذا أبرينتايس «أنت مطرود!».
في فبراير 2005، ظهرت محاكاة ساخرة لترامب («دونالد غرامب») في شارع السمسم.
ظهر ترامب كمصرفي في حلقة 17 سبتمبر 2007 من صفقة أو لا صفقة.
ظهر ترامب في الدراما الوثائقية لعام 2010 أمريكا: قصتنا.
في أبريل 2011، حضر ترامب عشاء مراسلي البيت الأبيض، الذي شارك فيه الممثل الكوميدي سيث مايرز. استغل الرئيس باراك أوباما المناسبة لتقديم العديد من النكات المعدة للاستهزاء بترامب. وبأثر رجعي، زعم ترامب «لم أشعر بالإهانة، لقد قضيت وقتًا رائعًا. لذا فإن الصحافة غير شريفة للغاية، فهم لا ينقلون الحقيقة وبالتالي من الأسهل عدم الذهاب».
محاكاة ساخرة لترامب هي رئيس كندا في حلقة 2015 من ساوث بارك بعنوان «أين ذهب بلدي؟». في الحلقات اللاحقة، يتحول غاريسون إلى شخصية أكثر شبهًا بترامب عندما يصبح رئيسًا للولايات المتحدة.
قدم جيمي فالون انطباعات عن ترامب في برنامج الليلة بطولة جيمي فالون منذ عام 2015.
في 28 فبراير 2016، كان ترامب موضوع جزءٌ من الأسبوع الماضي هذا المساء مع جون أوليفر الذي سُمي باسمه. انتقد المقطع الذي استضافه الممثل الكوميدي جون أوليفر ترامب. ظهر ترامب أيضًا في مقاطع الأسبوع الماضي الليلة، بما في ذلك جزء يتعلق بخطط ترامب لبناء جدار حدودي في 20 مايو، وآخر يتعلق بجامعة ترامب.
في برنامج العرض المتأخر مع ستيفن كولبير، غالبًا ما يعرض ستيفن كولبير صورة كاريكاتورية لترامب، بعنوان «كارتون دونالد ترامب». إن سبب إدراج كولبير لنسخة كرتونية من ترامب هو شعوره أن ترامب قد لجأ إلى «تكتيكات كرتونية تقريبًا». في هذه الأثناء، في جيمي كيميل لايف!، كتب المضيف جيمي كيميل كتابين شبيهين بكتب دكتور سوس: الفائزون ليسوا خاسرين والفائزين التكميليين لم يكونوا خاسرين. تم عرض كلا الكتابين عندما كان ترامب هو الضيف. وفي العرض، قرأهما كيميل بصوت عالٍ لترامب بعد أن قرأ ترامب الكلمة الأخيرة في كلتا المناسبتين.
أنشأ فيك بيرغر، وهو متعاون متكرر مع الثنائي الكوميدي تيم واريك، سلسلة من مقاطع الفيديو ذات الصلة بترامب لسوبر ديلوكس. كل مقطع من مقاطع الفيديو هذه يعيد مزج مظاهر مناظرة ترامب المختلفة بأبواق هوائية وحشود يهتفون باسم ترامب.
تُلقي سلسلة الويب أنت حصلت ملفقة: أول 100 يوم نظرة هزلية مظلمة على ما ستبدو أول 100 يوم للرئيس ترامب في منصبه. المسلسل من بطولة جون دي دومينيكو في دور ترامب ورون سباركس في دور كريس كريستي، «فتى الجلد».
لقد ظهر برنامج الرئيس، بطولة أنتوني أتامانويك في دور ترامب وبيتر جروسز في دور مايك بنس، لأول مرة في كوميدي سنترال في 27 أبريل 2017. بدأ أتامانيك في تقليد شخصية ترامب في عام 2015.
تم تصوير ترامب بشكل سلبي في تبني الرسوم المتحركة إينوياشيكي، حيث لعب دوره بيل فليمنغ، حيث رفض الأرواح التي سُتفقد من ضربة نيزك واردة. يظهر ترامب أيضًا لفترة وجيزة في أنيمي ديفل مان: الطفل الباكي.
يصور هيرسون أندرادي ترامب في برنامج المحاكاة الساخرة السياسية المكسيكية El Privilegio de Mandar.
لقد استخدمت لقطات من الأرشيف من إعلان الحملة الرئاسية دونالد ترامب 2016 الولايات المتحدة في القبض على التنمية في حلقة «الترحيل الذاتي» (الموسم 5، الحلقة 2).
صوَّر فاميلي غاي ترامب في حلقة عام 2019. تم تعيين بيتر من قبل ترامب وانتقلت العائلة إلى واشنطن.
لعب برندان غليسون دور الرئيس ترامب في مسلسل ذا كومي رول على سي بي إس عام 2020.
تم تصوير ترامب عدة مرات في برنامج أمريكا غوت تالنت كان أبرزها جيف تراختا باعتباره «المغني ترامب»  وفي الموسم الثاني عشر من العرض تقدم في الاختبارات السابقة وحصل على ثلاثة أصوات «نعم» من الحكام ولكن تم استبعاده لاحقًا خلال ربع النهائي.

## الشعر

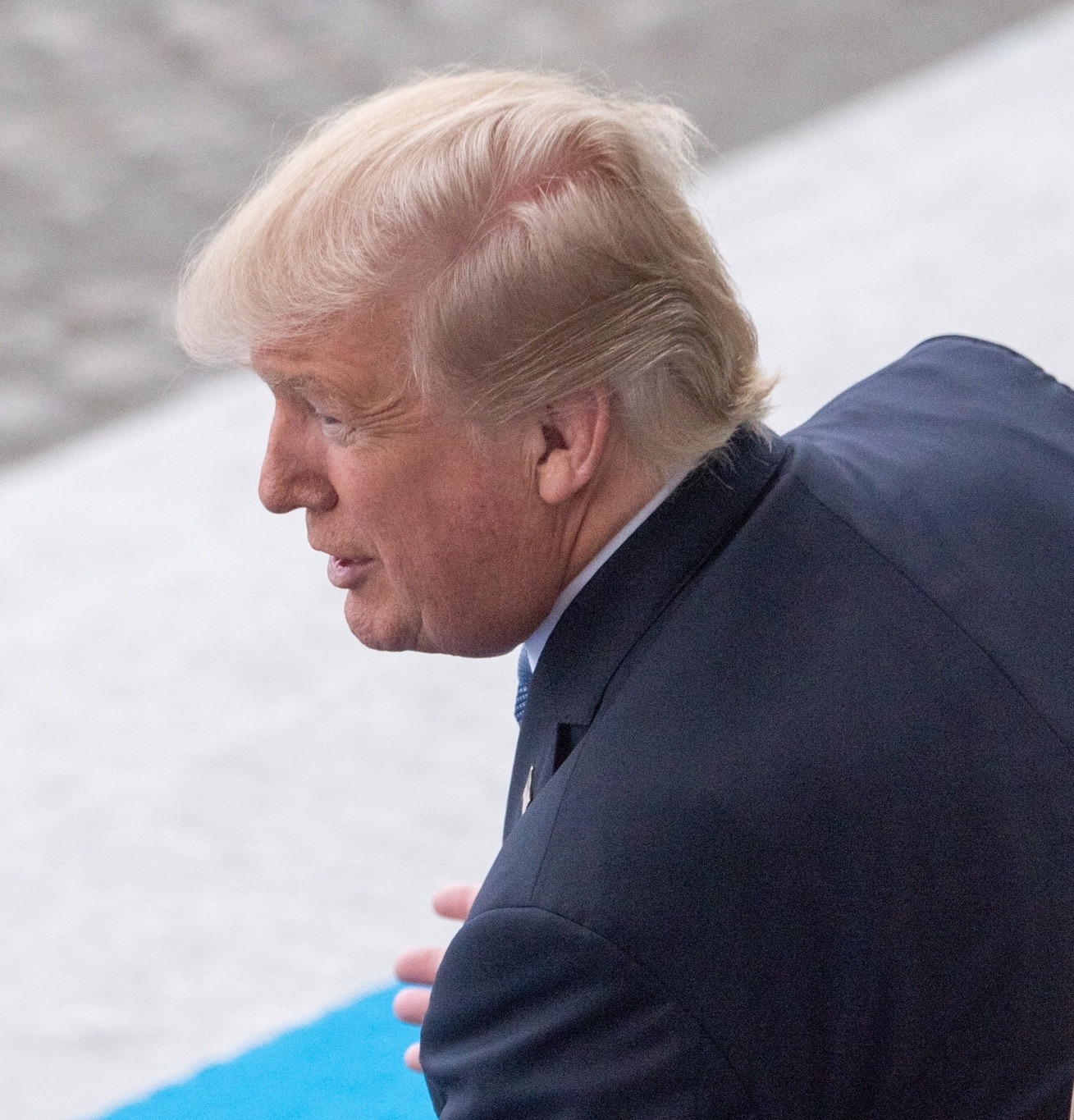
تسريحة شعر ترامب، 2017

واصلت ووسائل الإعلام بشكل متكرر ذكر تسريحة شعر ترامب. تم وصف تسريحة شعره بأنها تمشيط.
في عام 2004، كتبت صحيفة شيكاغو تريبيون أن ترامب «معروف بكازينوهاته المبهرجة ومظهره غير المعتاد من الشعر النحاسي». ألقى ديفيد ليترمان نكتة حول شعر ترامب في عام 2008، وشبهه بشعرة الشيواوا. خلال مقابلة عام 2011 مع رولينغ ستون، قال ترامب: «أحصل على الكثير من الفضل في عمليات التمشيط. لكنها ليست عملية تمشيط. إنها نوع من الأمام والخلف قليلًا. لقد قمت بتمشيطه بنفس الطريقة لسنوات. نفس الشيء في كل مرة.» تم نشر معرض للصور الفوتوغرافية التي تصور تسريحة شعر ترامب على مدى أربعة عقود في عام 2015. وفي عدد من البرامج الحوارية والمقابلات في وقت متأخر من الليل، تم الاقتراح، بشكل فكاهي، أن شعر ترامب هو باروكة شعر مستعار، لذلك سمح للمحاورين بلمس شعره للتحقق من صحته.
في عام 2009، أصدرت المغنية كيسي جونز أغنية بعنوان «شعر دونالد ترامب»، والتي وصلت إلى المرتبة الأولى في الرسوم البيانية الكوميدية لReverbNation.
في أوائل عام 2011، كتبت فانيتي فير أن ترامب سيرشح نفسه للرئاسة في عام 2012، كما أنتجت سلسلة من القطع التي تقارن بشكل ساخر نظريات المؤامرة حول جنسية باراك أوباما حول صحة شهادة ميلاد الرئيس الحالي أوباما إلى شكل قصير من شهادة ميلاد افتراضية حول شعر ترامب. وفي خطاب ألقاه في يونيو 2015 خلال حملته حملته الرئاسية لعام 2016، قال ترامب إنه سيغير أسلوب شعره إذا تم انتخابه. نشرت مجلة فانيتي فير مقطعي فيديو عن رسوم متحركة طينية تسخر من شعر ترامب المجسم في أواخر عام 2015.
في عام 2017، صرح طبيب الرئيس روني جاكسون أن ترامب تناول جرعات يومية من فيناستيريد، وهو علاج ذو علامة تجارية للوقاية من تساقط الشعر الذكوري.
في كتاب مايكل وولف 2018 نار وغضب، زُعم أن ابنة ترامب إيفانكا ترامب وصفت آليات شعر والدها بأنها "طبقة نظيفة تمامًا - جزيرة محصورة بعد جراحة تصغير فروة الرأس - محاطة بدائرة كثيفة من الشعر حول الجانبين ومن الأمام، حيث يتم رسم جميع الأطراف لتلتقي في المنتصف ثم يتم مسحها للخلف وتثبيتها بواسطة رذاذ مقوي، "وأن اللون [جاء] من منتج يسمى للرجال فقط - كلما تُرك لفترة أطول، يصبح أغمق. نتج عن نفاد الصبر لون شعر ترامب البرتقالي الأشقر."[بحاجة لمصدر أفضل]
في سبتمبر 2016، دعا جيمي فالون دونالد ترامب ليكون ضيفًا في برنامج الليلة بطولة جيمي فالون. سأل فالون ترامب عما إذا كان يمكن أن يُفسد شعره. وافق ترامب على العرض وسمح لفالون بإفساد شعره. في أعقاب حادثة الشعر، اتهم النقاد فالون بإضفاء الطابع الإنساني على ترامب بعد أن ضغط ترامب أكثر على سياسة عدم التسامح في ظل إدارة ترامب. لقد غرد ترامب لاحقًا: «@jimmyfallon يتذمر الآن لكل ما فعله معي عن عرض الشعر الشهير معي (حيث أفسد شعري بشكل خطير)، وأنه كان سيفعل ذلك الآن بشكل مختلف لأنه يقال أنه» أنسنني«إنه يتعرض للحرارة. لقد اتصل وقال» تقييمات الوحش«. كن رجلًا يا جيمي!». بعد هذه التغريدة، غرد فالون بسرعة قائلًا إنه سيتبرع لجمعية RAICES الخيرية في محاولة لمساعدة العائلات التي انفصلت عند الحدود.
في فبراير 2018، ظهر مقطع فيديو يظهر فيه ترامب وهو يستقل طائرة الرئاسة في مواجهة هبوب رياح، وشعره الممشط. انتشر الفيديو على نطاق واسع وانتقد على الإنترنت.

## لون البشرة
غالبًا ما لاحظ الممثلون الكوميديون ونقاد دونالد ترامب، وكذلك وسائل الإعلام، لون بشرته، معتبرين أنها برتقالية بشكل غير عادي. وصف الممثل الكوميدي أليك بالدوين، الذي لعب نسخة ساخرة من دونالد ترامب في ساترداي نايت لايف، مظهر ترامب بأنه في مكان ما بين «مارك روثكو البرتقالي» و«أورانج كراش الشاحب قليلًا»، بينما في عام 2013، عرض الممثل الكوميدي الأمريكي بيل مار دفع 5 ملايين دولار لجمعية خيرية إذا قدم دونالد ترامب شهادة ميلاده لإثبات أن والدة ترامب لم تتزاوج مع إنسان الغاب - على ما يبدو إشارة إلى لون ترامب البرتقالي وكذلك استجابة لمطالب ترامب السابقة بأن يقدم الرئيس باراك أوباما شهادة ميلاده شهادة وسجلات أخرى لدحض نظريات المؤامرة التب تفيد بأن أوباما ولد في كينيا. سيواصل ترامب رفع دعوى قضائية ضد مار، مدعيًا أن الممثل الكوميدي يدين له بمبلغ 5 ملايين دولار.

أصبحت عبارة «الرجل البرتقالي السيئ» تعبيرًا شائعًا بين مؤيدي ترامب الذين استخدموها للسخرية من منتقديه، خلال حملته الانتخابية الأولى ورئاسته اللاحقة. في عام 2016، ظهر باراك أوباما، سلف ترامب كرئيس، في برنامج برنامج الليلة بطولة جيمي فالون مع جيمي فالون، وقال مازحًا أن «البرتقالي ليس الأسود الجديد» (في إشارة إلى البرنامج الشهير البرتقالي هو الأسود الجديد). نادرًا ما أشار ترامب إلى لونه البرتقالي دون أن يُطلب منه ذلك. ومع ذلك، في عام 2019، قال في خطاب إلى المشرعين الجمهوريين:
«اللمبة أو المصباح. قال الناس: ماذا بشأن المصباح؟ قلت: ها هي القصة. ونظرت إليه. اللمبة التي أجبرنا على استخدامها! رقم واحد، بالنسبة لي، والأهم من ذلك، أن الضوء ليس جيدًا. أنا دائما أبدو برتقالي. وهكذا أنتم! النور هو الأسوأ».
ثم أضاف ترامب أن المصباح الموفر للطاقة أغلى بعدة مرات من المصباح المتوهج، ولكنه كان أقل جودة. «ماذا نفعل؟ تعتبر نفايات خطرة، لكنها أغلى بعدة مرات، وبصراحة الضوء ليس جيدًا. [...] الناس سعداء جدًا بذلك. إنه لأمر مدهش.»
في فبراير 2020، نشر حساب على تويتر لم يتم التحقق منه اسمه «صور البيت الأبيض» صورة للرئيس، يظهر فيها وجه ترامب بخط بني واضح؛ التقطت الصورة التناقض الصارخ بين ملامح وجه ترامب التي تبدو برتقالية اللون والجلد الشاحب حول جانب وجهه؛ حظيت الصورة باهتمام واسع في وسائل الإعلام وعلى الإنترنت، حتى أنها ألهمت رسمًا في ساترداي نايت لايف. قال ترامب نفسه إن الصورة التقطت بالفوتوشوب

## هوامش
1. ↑  ومع ذلك، يحوّل موقع الويب زواره إلى رئيس روسيا فلاديمير بوتين.

## روابط خارجية
- ملف تعريف دونالد ترامب في دبليو دبليو إي